# Anatol Chari
Anatol Chari, właściwie Anatol Chary (ur. 1923) – autor autobiograficznej publikacji „Podczłowiek: wspomnienia członka Sonderkommanda” (wyd. niem.: Undermensch. Mein Leben durch Glück und Privilegen 2010, wyd. ang.: From Ghetto the Death Camp. Memoir of Privilege and Luck. 2011), z okresu pobytu w łódzkim getcie. Po wojnie ostatecznie osiedlił się w USA, w Kalifornii, gdzie został dentystą-paradontologiem.

## Życiorys
W łódzkim getcie Anatol Chari był członkiem żydowskiej policji porządkowej, utworzonej w ramach samorządu Żydów w getcie pod kierownictwem Chaima Rumkowskiego. Po likwidacji getta w lecie 1944 roku został wywieziony do niemieckiego obozu zagłady Auschwitz-Birkenau, a następnie przetransportowany kolejno do obozów Gross-Rosen i Bergen-Belsen. Wyzwolony przez oddziały brytyjskie przebywał do 1951 roku na terytorium Niemiec Zachodnich, gdzie ukończył studia. Następnie wyemigrował do Stanów Zjednoczonych.
Urodził się w Łodzi w 1923 roku jako syn żydowskiego kupca i działacza społecznego w Łodzi – Piotra Chary.
Rozległe stosunki ojca w łódzkiej społeczności żydowskiej i protekcja u Chaima Rumkowskiego umożliwiły mu uzyskanie stanowiska w żydowskiej administracji getta po jego zamknięciu 30 kwietnia 1940 r., a następnie w jego oddziałach policyjnych (Sonderkommando).
Jako policjant w getcie Anatol Chari pracował przy eskortowaniu dostaw żywności, ochronie magazynów żywności, kontroli pracowników piekarni, patrolach nakierowanych na konfiskatę żywności u mieszkańców. Taki rodzaj pracy gwarantował mu specjalny status, autorytet i władzę; dostęp do specjalnych sklepów, lepszych kartek żywnościowych, obfitych porcji żywności, ochrony przed deportacją (do momentu ostatecznej likwidacji getta) i dostęp do nieoficjalnych kanałów zaopatrzenia w żywność. Opisał również swój udział w oszustwach przy obrocie deficytową w getcie żywnością, tolerowanych lub wręcz organizowanych przez członków Sonderkommanda, wymuszaniu usług seksualnych za żywność itp.
Jako jeden z nielicznych więźniów wspomniał o „prostytucji ekonomicznej” w getcie oraz o fizycznej miłości, jako formie psychicznej ucieczki od rzeczywistości.
Szczególnie dramatyczny wydźwięk mają relacje z przygotowania transportów do obozów zagłady, obejmujących coraz to nowe grupy mieszkańców getta, w tym narzeczoną i macochę Anatola Chari.
Anatol Chari przedstawia Rumkowskiego jako postać pozytywną i usprawiedliwia ze stawianych mu zarzutów. Powołuje się przy tym na kalkulacje polityczne Rumkowskiego, dotyczące nadziei na oswobodzenie więźniów getta przed jego likwidacją. W jego ujęciu, wykonywanie przez Rumkowskiego poleceń władz niemieckich odnośnie do dostarczania odpowiedniej liczby osób do transportów śmierci było działaniem racjonalnym, gdyż odwlekało czas całkowitej likwidacji getta i zwiększało szanse na wyzwolenie ze wschodu, wskutek ofensywy sowieckiej.